# Hubdach
Ein Hubdach oder auch Hebedach ist eine spezielle Form des Schiebedachs. Hub bedeutet die senkrechte Bewegung eines Objekts von unten nach oben oder von oben nach unten. Das Hubdach wird also weder zurückgeschoben noch einseitig aufgestellt, sondern waagerecht angehoben. Der Fahrtwind wird dabei über die Öffnung geleitet, sodass keine Zugluft in den Innenraum gelangen kann.

## Allgemeines
In Prospekten von deutschen Automobilherstellern wird es daher häufig als Komfortöffnung bezeichnet. Ein weiterer Vorteil ist, dass ein Hubdach auch bei Regen nutzbar ist, weil das Dach ja immer noch drauf ist. Dabei ist es auch eine praktische Sache, dass das Hubdach vorne fest ist und nur hinten angehoben wird, weil der Regen vom Fahrtwind somit nicht in den Innenraum geblasen werden kann. Es bietet auch besseren Schutz vor der Sonne, weil die Scheibe des Schiebedachs dunkel getönt ist, oder das Schiebedach – vor allem bei älteren PKWs – komplett aus Stahl besteht. Jedoch erhöhen vor allem ältere Hubdächer die Innengeräusche deutlich, wenn sie geöffnet sind.
Das Hubdach wird umgangssprachlich gerne als Raucherluke bezeichnet.
Es sind häufig mehrere Hubdächer in einem Omnibus zu finden.

## Hubdächer im Wandel der Zeit
Waren Hubdächer anfangs nur eine hinten anhebbare Glasscheibe, wurden sie seit den 1980ern gelegentlich auch in normale Stahlschiebedächer integriert, aber sie traten bis in die 1990er auch häufig noch einzeln auf. Heute haben meistens nur noch Kleinwagen oder Billig-Autos einzelne Hubdächer ohne Schiebedach-Funktion. Das Hubdach stellte dabei eine von zwei Öffnungsmöglichkeiten dar. Kurbelte man zum Beispiel in die eine Richtung, wurde das Dach zurückgeschoben. Kurbelte man in die andere Richtung, wurde das Dach hinten angehoben. Moderne Hubdächer werden elektrisch bedient, sind in getönte Glasschiebedächer integriert und sind dabei eine von zwei oder mehreren Öffnungsmöglichkeiten.